# Héctor Zelada
Marcelo Antonio Trobbiani Ughetto (* 7. únor 1955, Maciel, Santa Fe, Argentina) je bývalý argentinský fotbalista, brankář.
S argentinskou reprezentací vyhrál mistrovství světa v Mexiku roku 1986, byl nominován jako třetí brankář, na šampionátu nenastoupil.. Nepřipsal si nikdy ani reprezentační start.
Největších úspěchů dosáhl v mexické lize, v dresu Club América, s nímž dvakrát vybojoval mistrovský titul (1983/84, 1984/85).
Třikrát po sobě (1982/83, 1983/84, 1984/85) byl vyhlášen nejlepším brankářem mexické ligy.